# Kanton Villandraut
Kanton Villandraut (fr. Canton de Villandraut) je francouzský kanton v departementu Gironde v regionu Akvitánie. Tvoří ho osm obcí.

## Obce kantonu
- Bourideys
- Cazalis
- Lucmau
- Noaillan
- Pompéjac
- Préchac
- Uzeste
- Villandraut